# Didáctica tecnológica
Didáctica tecnológica es un término empleado en el discurso educativo, que hace referencia al estudio de la influencia de la tecnología en la didáctica, y cuyo propósito es dilucidar el papel de la tecnología en los distintos escenarios educativos y su influencia directa e indirecta en el proceso de enseñanza y aprendizaje.
Su metodología parte del análisis específico de cada uno de los componentes didácticos: objetivos, contenido, método, medio, evaluación y formas organizativas; y concluye con un análisis de alto nivel de las relaciones entre cada uno de esos componentes, incorporando siempre el componente tecnológico.
Como conjunto distintivo de conocimientos relacionados con los métodos de enseñanza, la didáctica tecnológica se desarrolló durante la década de 1990, con la introducción de nuevas tecnologías en la enseñanza. Desde entonces ha adoptado las perspectivas lingüísticas, culturales y cognitivas.